# 芦原温泉駅
芦原温泉駅（あわらおんせんえき）は、福井県あわら市にある、西日本旅客鉄道（JR西日本）・日本貨物鉄道（JR貨物）・ハピラインふくいの駅である。

## 概要
あわら市のうち旧金津町の中心部に位置する駅。事務管コードは▲541434を使用している。
北陸新幹線の停車駅であり2024年の並行在来線譲渡によりJRグループとしては福井県最北端の駅となったが、それ以前から芦原温泉や東尋坊をはじめとする観光地など、嶺北北部（坂井地域）の玄関口となっている。北陸本線のハピラインふくい経営移管後も主要駅であることから、朝晩を中心に当駅から福井・武生方面へ折り返す普通列車が設定されている。
西日本旅客鉄道（JR西日本）時代には、2024年3月16日未明まで敦賀駅以北で走行していた特急列車のうち「しらさぎ」・「サンダーバード」の停車駅（速達のサンダーバードは通過）であった。

## 歴史

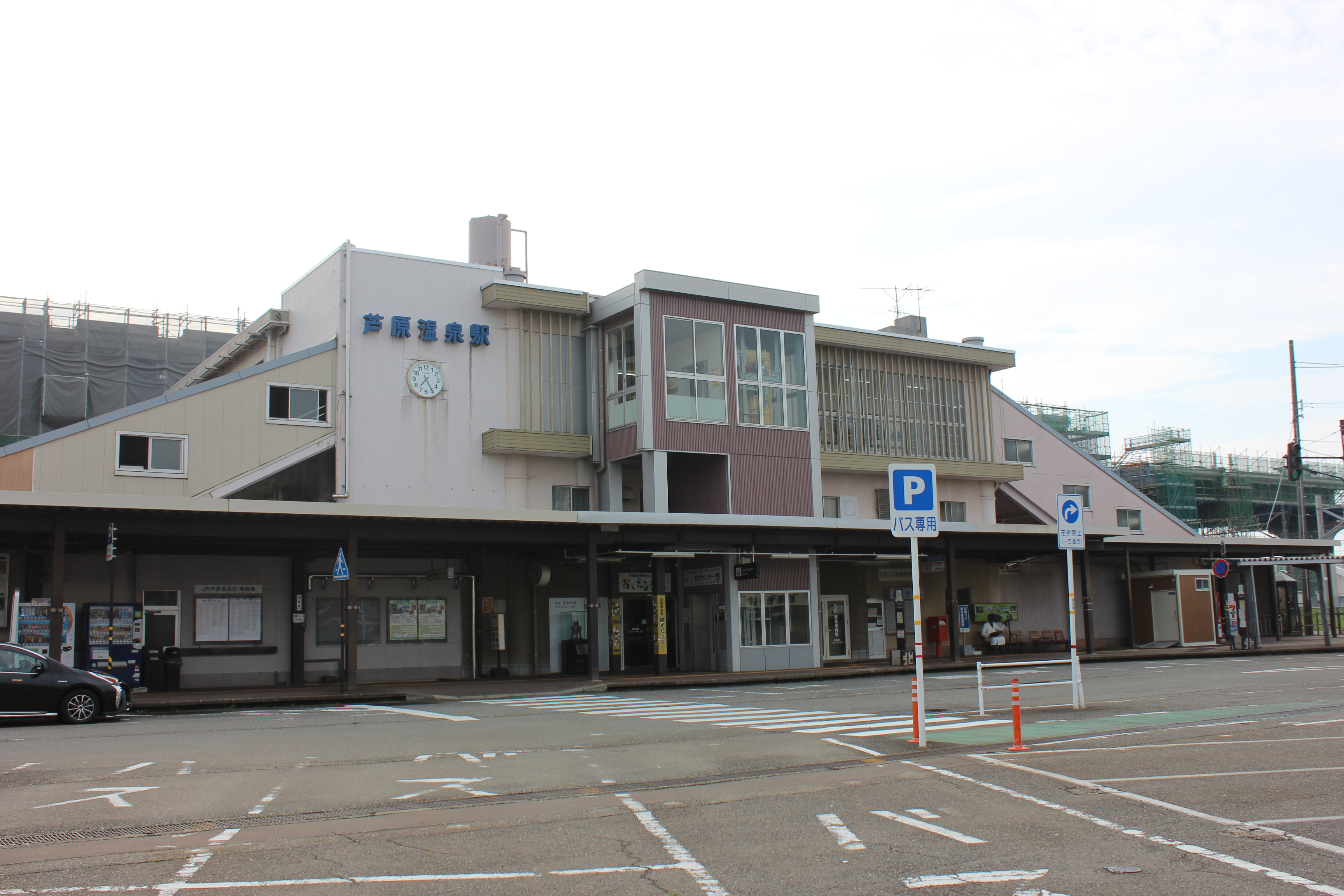
在来線駅舎と旧西口交通広場（2020年8月、「アフレア」工事前）

- 1897年（明治30年）9月20日：官設鉄道の福井 - 小松間延伸により、金津駅（かなづえき）として開業[2][3][4]。一般駅。
- 1909年（明治42年）10月12日：線路名称制定、北陸本線の所属となる[5]。
- 1911年（明治44年）12月15日：三国線の金津 - 三国間が開業[6]。
- 1929年（昭和4年）8月14日：永平寺鉄道の金津駅が開業（共用駅）。永平寺鉄道線の金津 - 新丸岡（後の本丸岡駅、現在の丸岡バスターミナル）間開業[7]。
- 1933年（昭和8年）10月24日：県内で陸軍特別大演習。伊井野外統監部に向かう昭和天皇のお召し列車が福井駅発 - 金津駅着で運行[8]。
- 1944年（昭和19年）
  - 10月11日：三国線が国有鉄道線としては休止[6][9]。三国線の芦原駅休止。
  - 12月1日：永平寺鉄道が京福電気鉄道に合併、同社の永平寺線となる[10]。
- 1946年（昭和21年）8月15日：国鉄が三国線の金津 - 芦原（現在のえちぜん鉄道三国芦原線あわら湯のまち駅）間営業再開[6][11]。
- 1968年（昭和43年）9月30日：昭和天皇、香淳皇后が第23回国民体育大会に合わせて県内を行幸啓。名古屋駅発、金津駅着のお召し列車が運行[12]。
- 1969年（昭和44年）9月18日：京福電気鉄道永平寺線金津 - 東古市間廃止[13]。京福の駅としては廃駅となる。
- 1972年（昭和47年）
  - 3月1日：国鉄三国線廃止[6]、これに伴い日本国有鉄道の芦原駅廃止。京福電気鉄道の芦原駅を芦原湯町駅に改称[14]。三国線代替路線として国鉄バス金津三国線が開業。
  - 3月15日：三国線芦原駅廃止に伴い金津駅を芦原温泉駅に改称[15]。
  - 11月1日：3代目の現駅舎に改築、橋上化[16]。みどりの窓口の営業を開始[16]。
- 1986年（昭和61年）11月1日：荷物の取扱を廃止。
- 1987年（昭和62年）4月1日：国鉄分割民営化により、JR西日本・JR貨物の駅となる[15]。
- 2015年（平成27年）5月19日：市民からの要望で建設されていたエレベーターが完成[17]。8月にはホームと駅舎をつなぐ二機目も竣工[17]。
- 2018年（平成30年）9月15日：ICカード「ICOCA」の利用が可能となる[18][19][20][21][22][23]。
- 2020年（令和2年）11月19日：北陸新幹線の駅舎工事着工[24][25][26]。
- 2023年（令和5年）
  - 3月19日：旧西口バス乗り場の跡地に西口賑わい施設「アフレア」が開館（飲食・物販店舗部分を除く）[27]。
  - 9月23日：北陸新幹線でEast iの試験走行が始まる。芦原温泉駅で記念の歓迎式が行われた[28]。
- 2024年（令和6年）3月16日：北陸新幹線の金沢 - 敦賀間延伸開業に伴い[29][30][31]、新幹線芦原温泉駅が開業。また北陸本線のハピラインふくいへの移管に伴い、在来線芦原温泉駅を同社へ移管[29][30][31]。

## 駅構造

### JR西日本
本節では主に現在のJR西日本芦原温泉駅、すなわち新幹線駅について記述する。国鉄→JR西日本当時の在来線駅の駅構造については、ハピラインふくいの節を参照。
北陸新幹線の駅は相対式ホーム2面2線の高架駅でJR西日本金沢支社管理の直営駅。通過線はない。
北陸新幹線の駅の設置にあたっては、あわら市が駅周辺の整備を進め、2023年（令和5年）3月19日、旧西口バス乗り場の跡地に西口賑わい施設「アフレア」が飲食・物販店舗部分を除き開館したが、同施設はハピラインふくいの駅舎と直結している。2階の新幹線改札外コンコース南端部と西口・東口地上とを結ぶ東西自由通路は、駅の施設ではなく公道（あわら市道829号線、歩行者専用）となっている。
駅構内にはみどりの窓口・みどりの券売機（えきねっとで予約したきっぷの受け取りが可能）・タッチパネル式自動券売機・新幹線自動改札機・売店が設置されている。
1番のりばの西側には、かつて当駅と現在のあわら湯のまち駅を結んでいた三国線のホームが現在も残っている。

#### のりば
| のりば | 路線       | 方向 | 行先           |
| ------ | ---------- | ---- | -------------- |
| 11     | 北陸新幹線 | 上り | 金沢・東京方面 |
| 12     | 北陸新幹線 | 下り | 敦賀方面       |

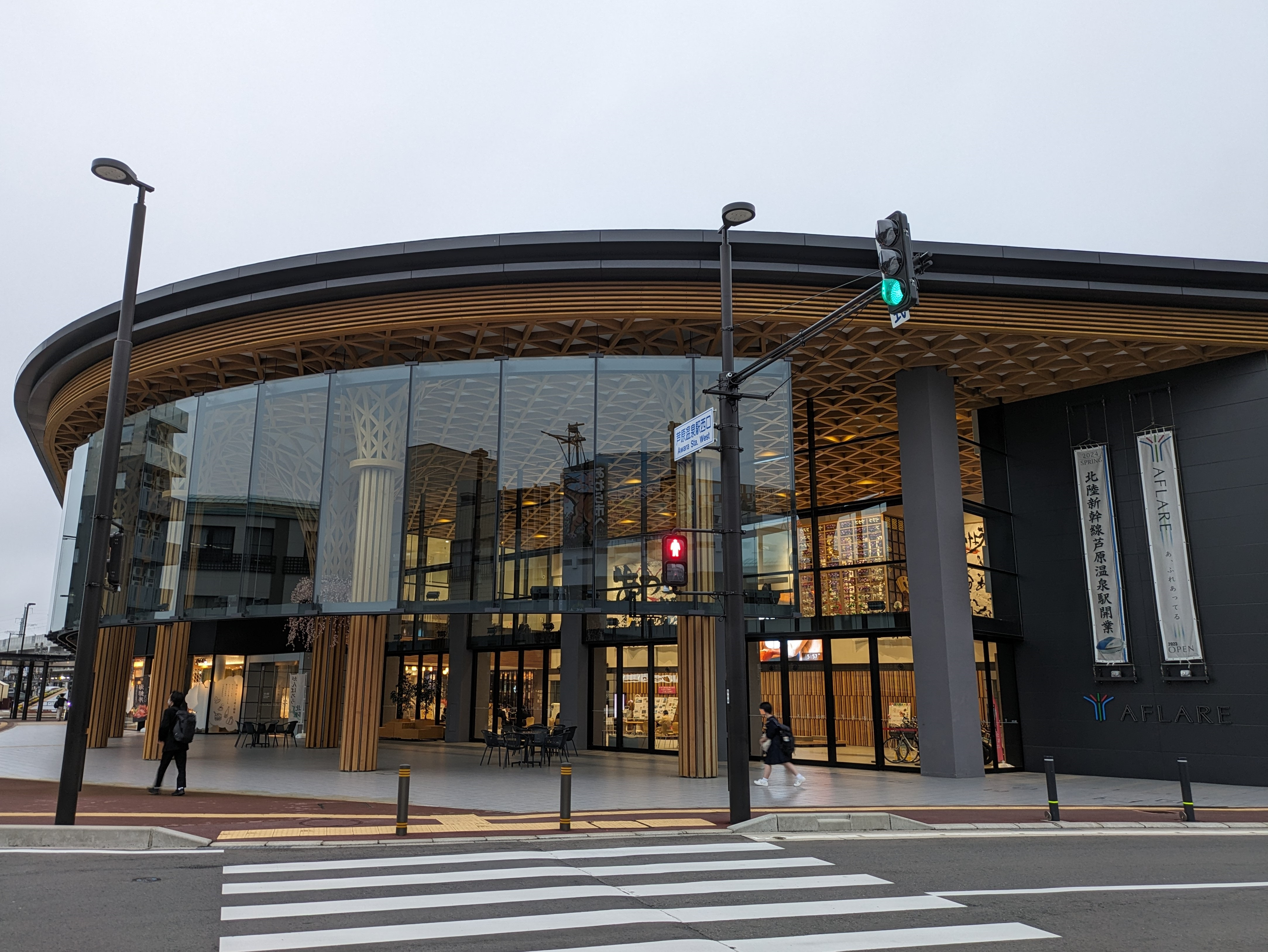
西口賑わい施設「アフレア」
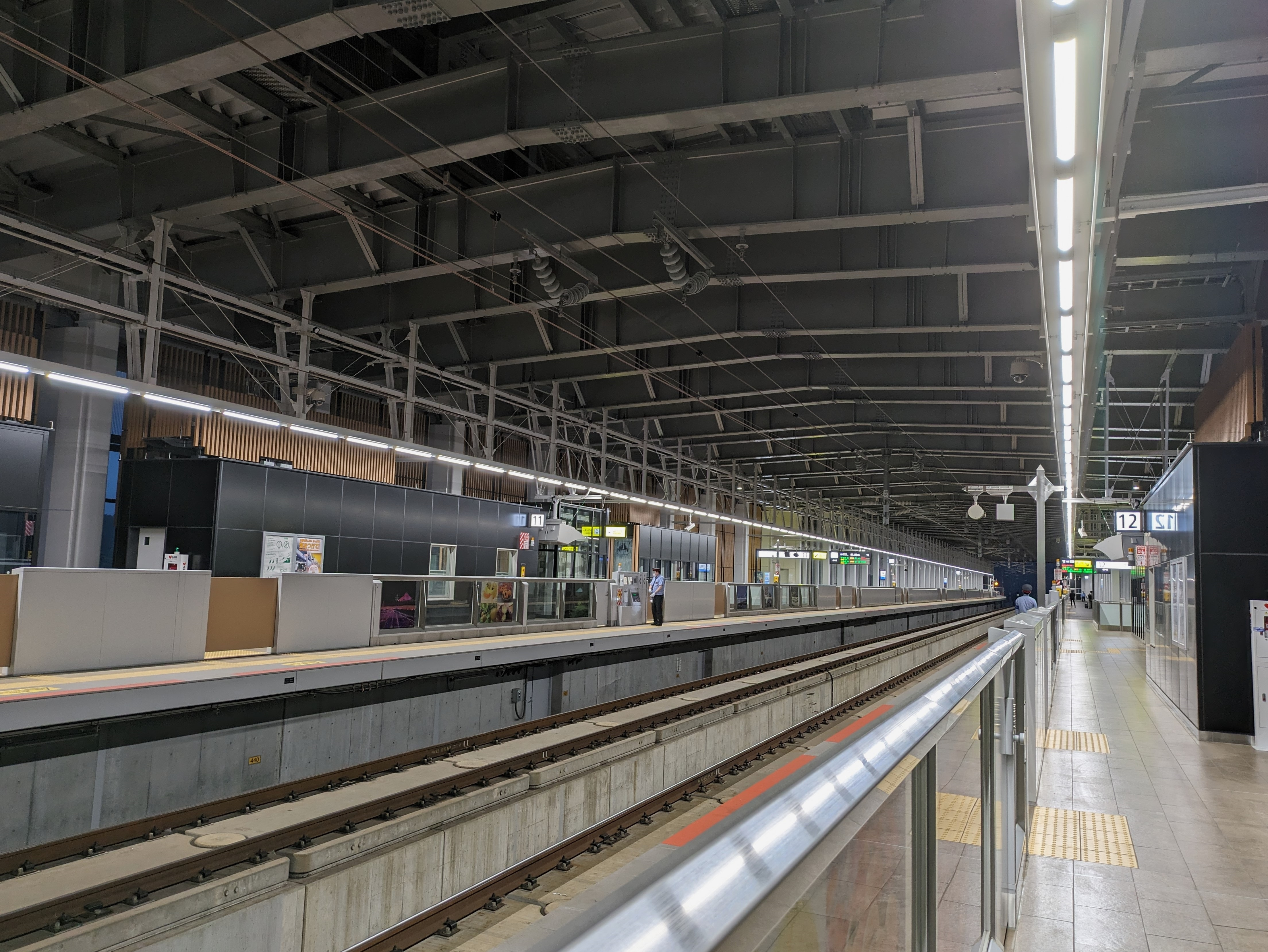
ホーム
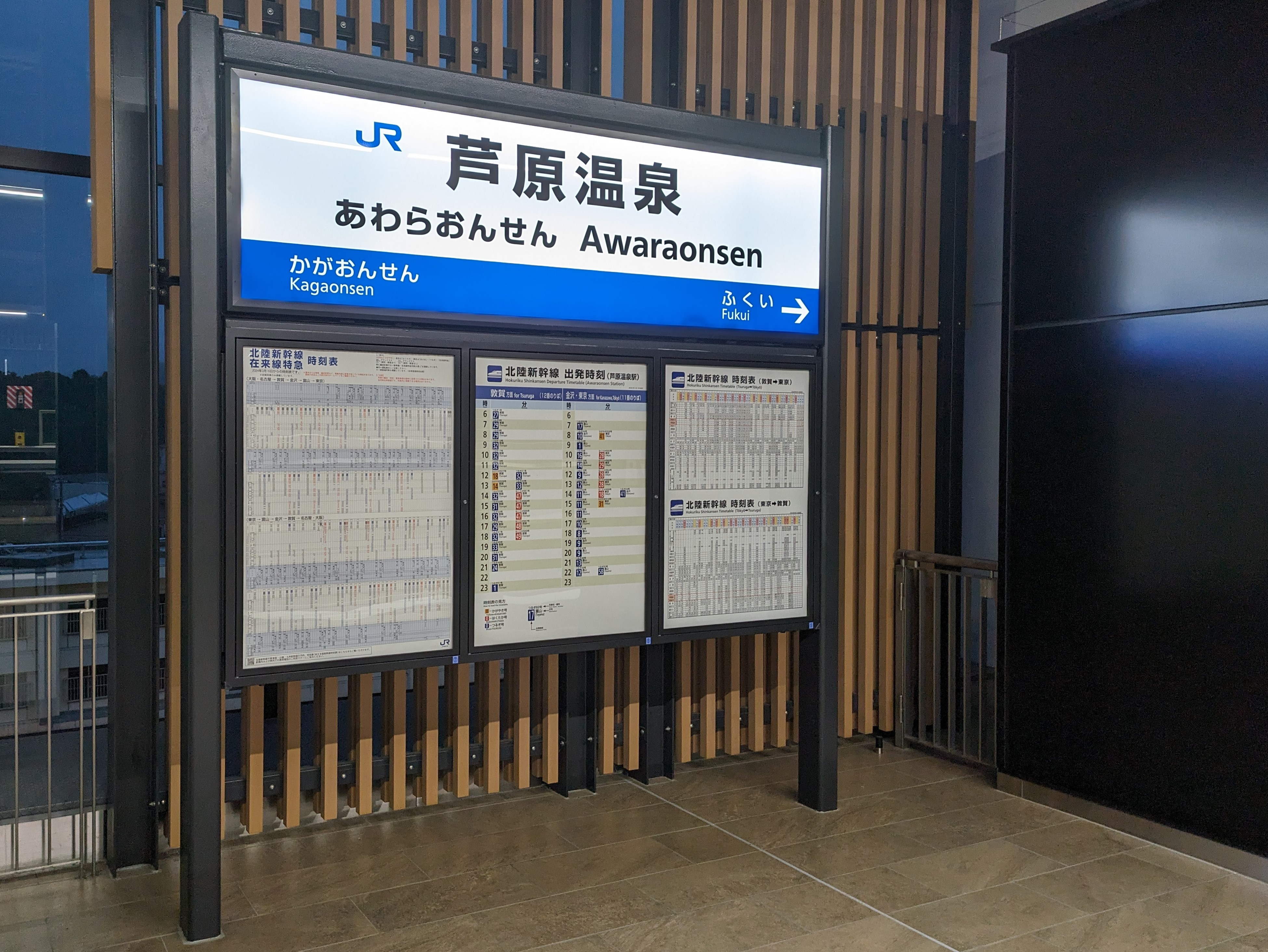
駅名標

### ハピラインふくい
ハピラインふくい線の駅は島式ホーム2面3線（新幹線建設前は2面4線）を有し待避設備を備えた有人の地上駅で橋上駅舎を持つ。新幹線とは別に西口の地上との階段、エレベーターを有するが、在来線の橋上駅舎から新幹線の高架駅舎へはコンコース階の改札外連絡通路にて新幹線コンコース部分の東西自由通路に接続しており、乗換改札がなく当駅と同様にハピラインふくい線と新幹線との接続駅である敦賀駅や福井駅とは異なり改札外連絡となるものの、地平部を経ずに乗換可能としている。JR西日本時代には在来線の東口（地上との接続は階段のみ）も設けられていたが、新幹線建設並びに東西両口の再整備の進捗によって2023年9月23日に新幹線駅舎に繋がる東西自由通路、新在両駅舎間の連絡通路の供用を開始すると閉鎖、撤去となった。
駅舎内には出札窓口（旧みどりの窓口）・タッチパネル式自動券売機・有人改札口・ICカード専用簡易型自動改札機・待合室・化粧室が設置されている。
当駅には現在の駅舎が完成した当初からバリアフリー設備が一切なかったが、2009年10月に地元住民や観光業者の声を受けて、芦原温泉の女将で構成された親睦団体「若草会」が市長に駅にエレベーターを設置の要望書を提出し、陳情した。それを踏まえてJR西日本は6年後の2015年にJR北陸本線の整備事業の一環としてエレベーターの新設を発表。その後、2台のエレベーターが整備され供用が開始された。
在来線の線路は、内側2線が本線、下りの外側1線が待避線の構成である。なお、運転指令上では1番のりばから順に「下り1番線」「下り本線」「上り本線」とされている。経営移管当日未明まで運転していた特急列車は上下本線（2・3番のりば）を使用していた。福井方面からの折り返し列車は1番のりばを使用する。

#### のりば
| のりば | 路線                 | 方向 | 行先           | 備考                |
| ------ | -------------------- | ---- | -------------- | ------------------- |
| 1・2   | ■ ハピラインふくい線 | 下り | 金沢方面       | 一部 福井方面       |
| 3      | ■ ハピラインふくい線 | 上り | 福井・敦賀方面 | 当駅始発は1番のりば |

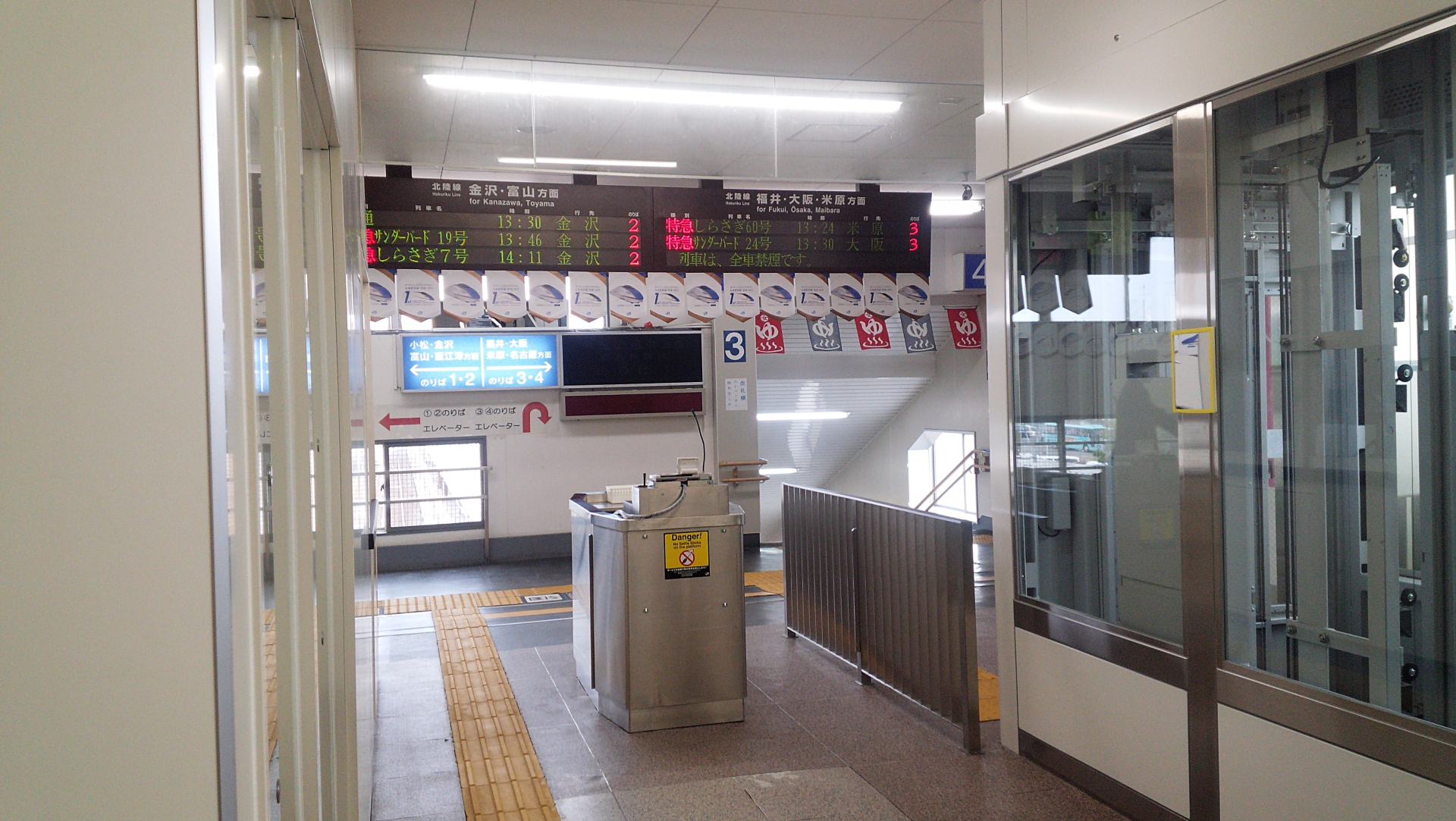
改札口（2016年3月） ICカードリーダー設置前
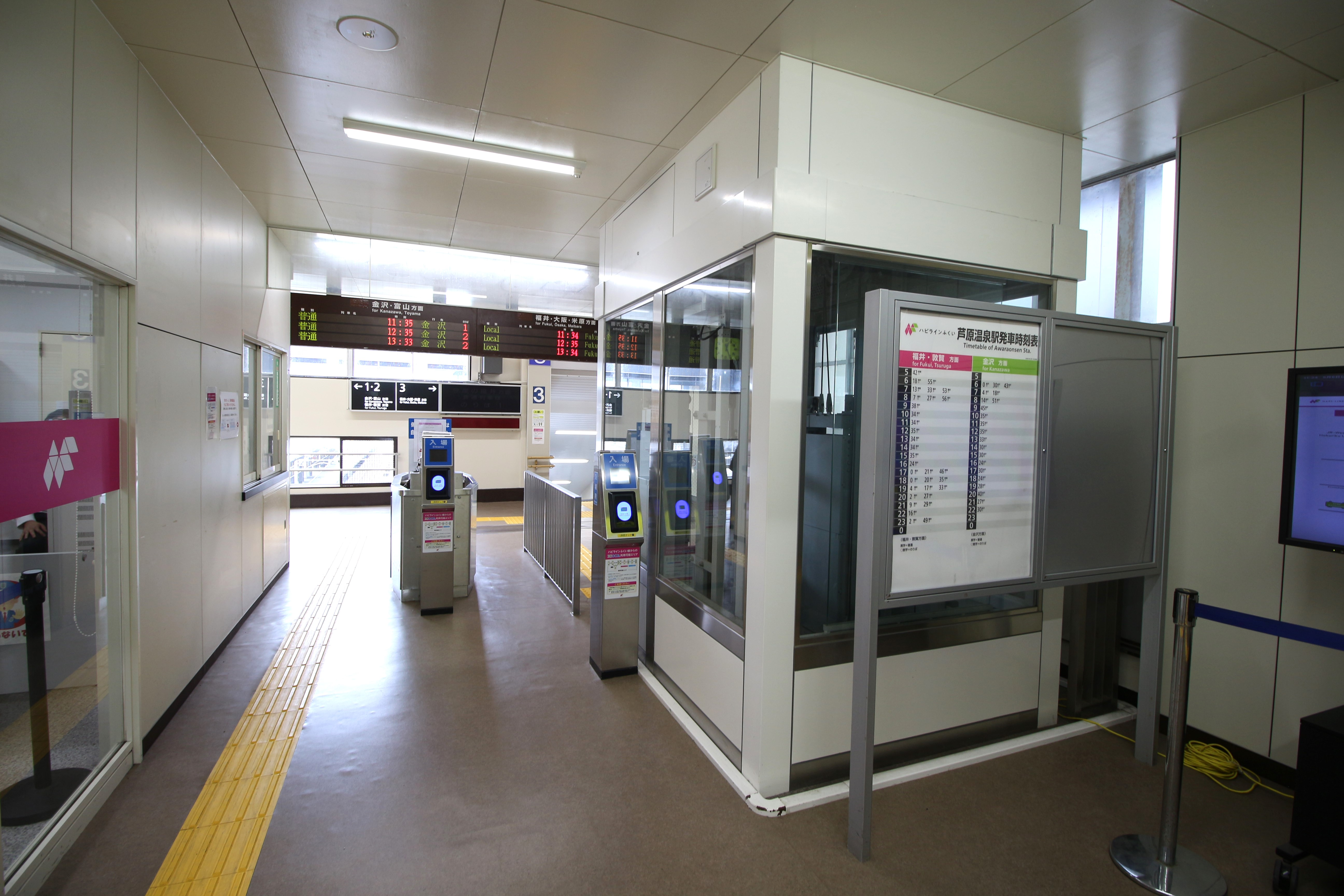
改札口(2024年5月)
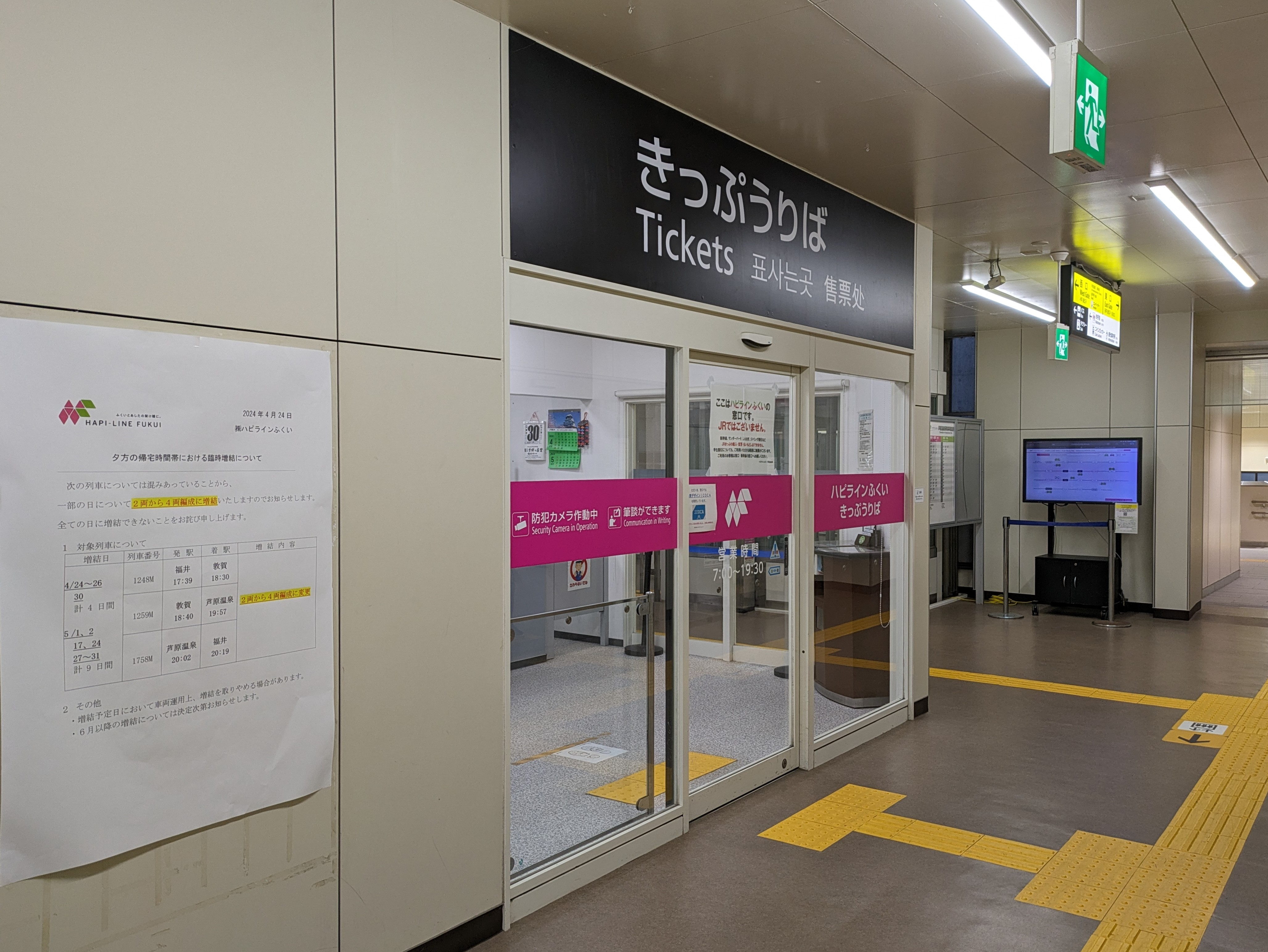
きっぷ売り場（2024年4月）
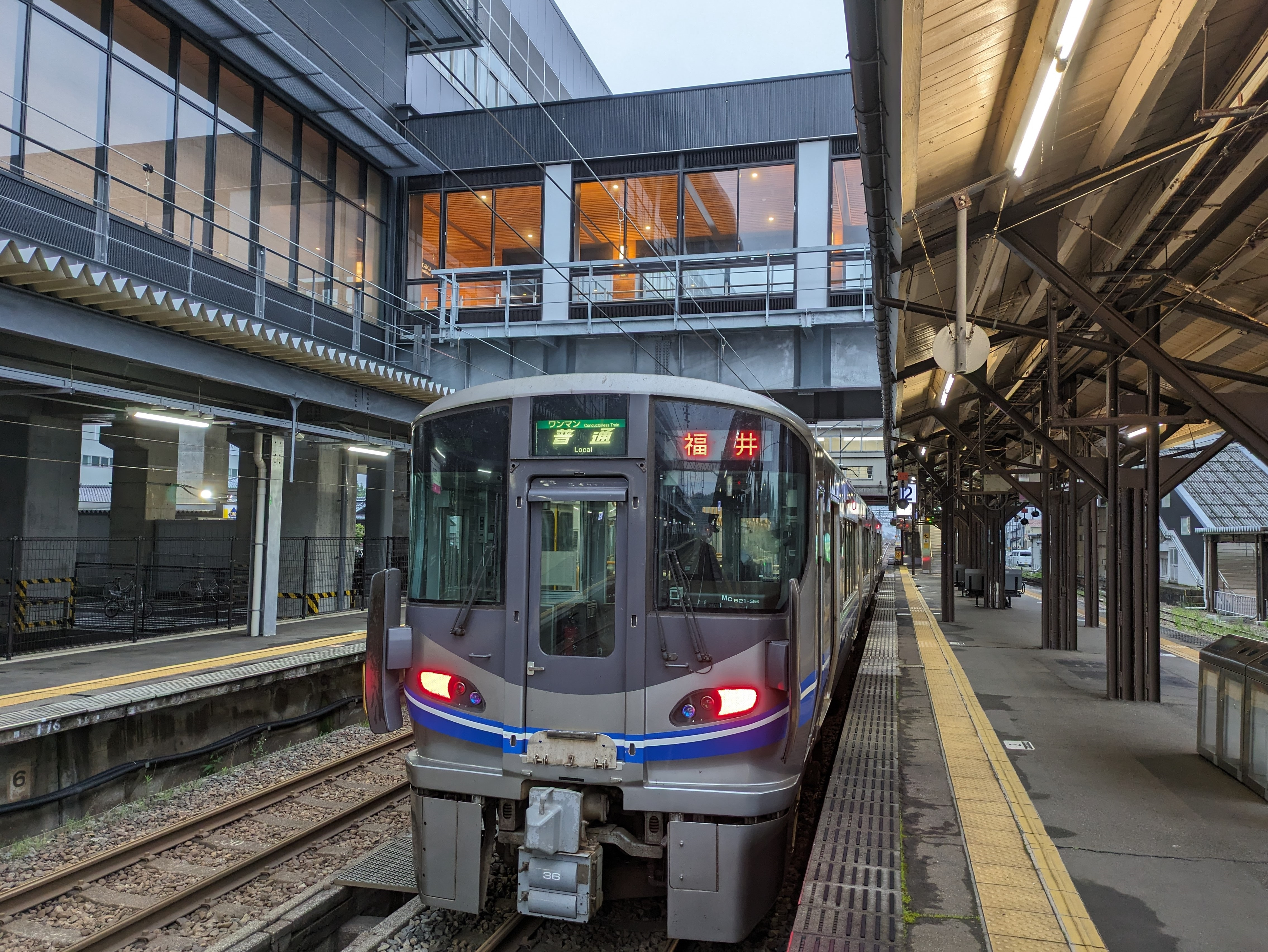
2番線に停車中の521系（2024年4月）
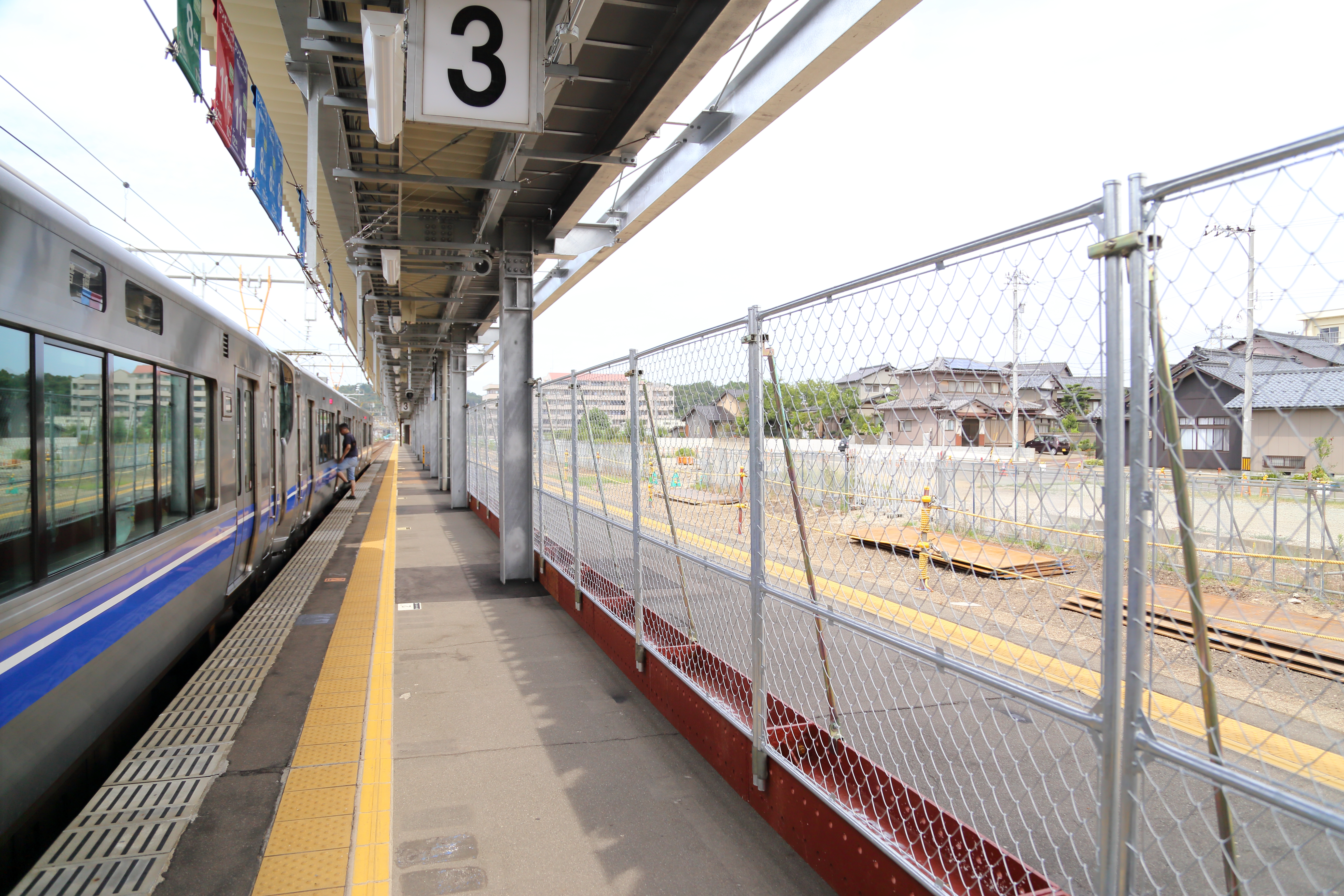
北陸新幹線の工事により撤去された4番のりば（2018年8月）
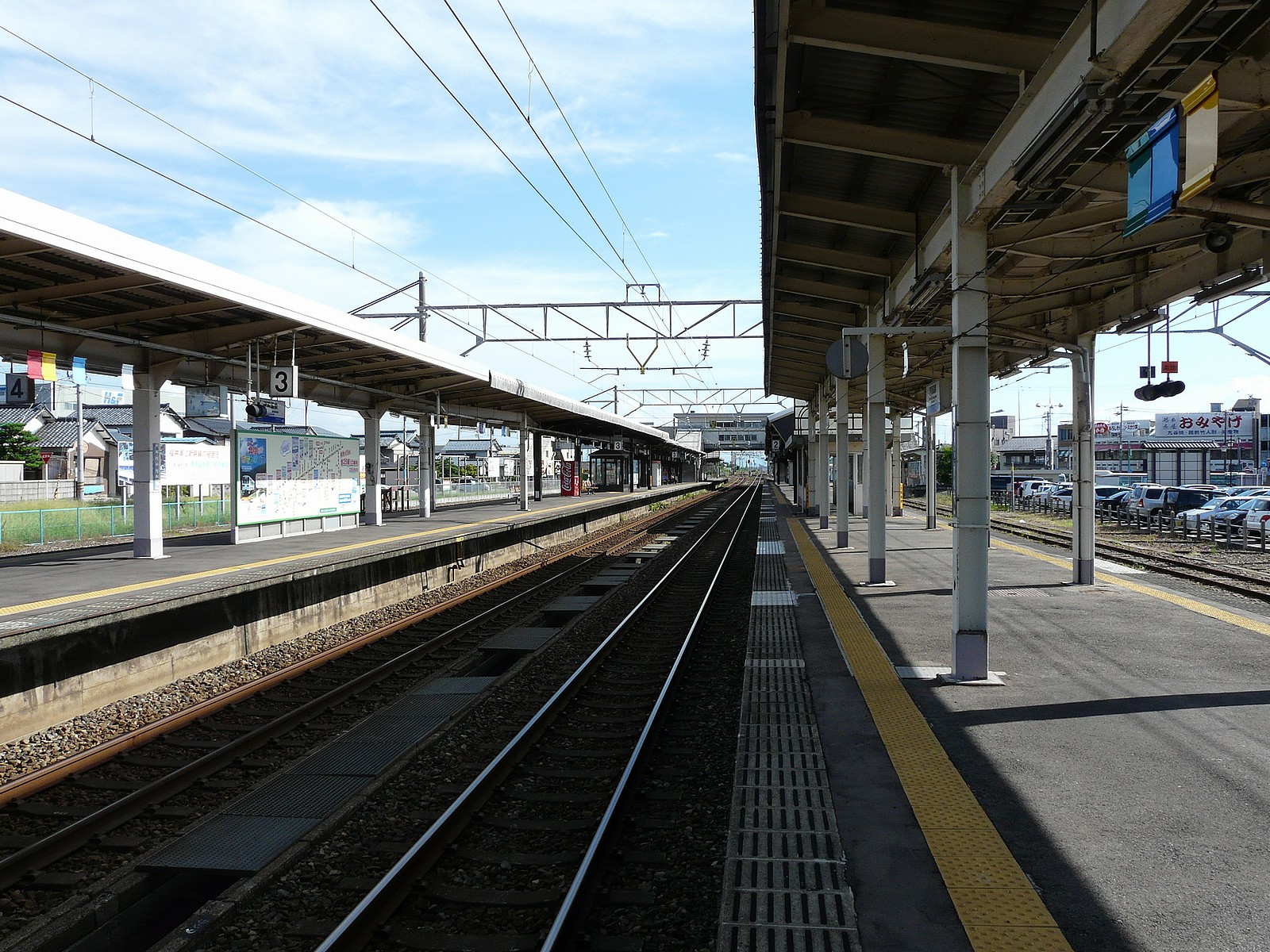
ホーム（2008年8月）

## 貨物取扱
JR貨物の駅は車扱貨物の臨時取扱駅となっており、貨物列車の発着はない。貨物設備もなく、専用線も当駅には接続していない。
かつては、正式な貨物駅を兼ねる駅で北陸本線と三国線と京福電鉄永平寺線との貨車の受渡しが行われていた。また、駅北側にあった明星セメントのセメントサイロへ続く三国線と並行する専用線があり、セメント輸送が行われていたが、1988年（昭和63年）に廃止された。それ以外に駅東側にある福井化学工業（旧・西野製紙、現在のレンゴー）金津工場への専用線が伸びており、化学薬品の輸送を行っていたが、1982年（昭和57年）に廃止された。この専用線は1969年（昭和44年）に廃止された京福電鉄永平寺線の線路の一部を転用したもので、永平寺線時代は京福金津付近の専用線を介して行われていたが、永平寺線廃止以降は、京福金津駅構内の線路も含め専用線に転用された。

## 駅弁
主な駅弁は下記の通り。
- 越前うにめし（6月 - 8月）
- 越前かにめし

## 利用状況
「福井県統計年鑑」によると、2022年（令和4年）度の1日平均乗車人員は1,566人である。西日本旅客鉄道の移動等円滑化取組報告書によれば、2023年（令和5年）度の北陸新幹線の1日当たりの利用者数は2,910人。
近年の1日平均乗車人員は以下の通り。
| 年度               | 1日平均 乗車人員 |
| ------------------ | ---------------- |
| 1997年（平成09年） | 2,243            |
| 1998年（平成10年） | 2,158            |
| 1999年（平成11年） | 2,065            |
| 2000年（平成12年） | 2,020            |
| 2001年（平成13年） | 2,137            |
| 2002年（平成14年） | 2,034            |
| 2003年（平成15年） | 2,048            |
| 2004年（平成16年） | 2,030            |
| 2005年（平成17年） | 2,048            |
| 2006年（平成18年） | 2,030            |
| 2007年（平成19年） | 1,994            |
| 2008年（平成20年） | 1,941            |
| 2009年（平成21年） | 1,824            |
| 2010年（平成22年） | 1,770            |
| 2011年（平成23年） | 1,761            |
| 2012年（平成24年） | 1,768            |
| 2013年（平成25年） | 1,775            |
| 2014年（平成26年） | 1,674            |
| 2015年（平成27年） | 1,799            |
| 2016年（平成28年） | 1,822            |
| 2017年（平成29年） | 1,833            |
| 2018年（平成30年） | 1,790            |
| 2019年（令和元年） | 1,690            |
| 2020年（令和02年） | 1,111            |
| 2021年（令和03年） | 1,223            |
| 2022年（令和04年） | 1,566            |

## 駅周辺
西口周辺には土産物店や飲食店・商店・ビジネスホテルがあるが、駅直近を除いては閑散としている。東口側は工場や駐車場が目立つ。当駅の駅名にある「芦原温泉」は、当駅から西に5 kmの地点にあり、当駅は路線バス・タクシーや宿泊施設による送迎車との結節点となっている。また温泉街へはえちぜん鉄道三国芦原線「あわら湯のまち駅」の方が近い。駅周辺には市役所などの公共施設のほか、教育機関が若干数所在する（地点案内は後述）。
あわら市は2023年度末の北陸新幹線の敦賀駅延伸開業にあわせて、2006年より駅整備計画をもとに駅周辺の整備を行った。駅整備計画のテーマは「駅から始まる 暮らし、出会い、賑わいのまち」であり、当地への定住環境の向上や広域交通ターミナルの強化、広域拠点および玄関口として都市機能の強化、老朽化した駅舎の整備などに取り組んでいる。その一環として、2015年に地元住民と観光客が相互交流を図る施設である「aキューブ」がオープン。また、2023年に西口賑わい施設「アフレア」がオープンした。アフレア1階の東側2箇所並びに南側の出入口はハピラインふくいの駅の階段もしくはエレベーターの地上部至近にあり、また3階の出入口は駅2階部分の東西自由通路と同じ高さでつながっており、同施設内からJR西日本の高架駅舎や東口への最短経路となっている。
当駅付近にある主な施設・道路・河川は下記のとおり。当駅の旧称、「金津」を用いる施設もあるが、住所には「金津」が用いられていない。

### 西口（正面口）
あわら市の中心部側であり、市役所や公民館などの主要施設はこちらに集約されている。駅名に「温泉」が付くが、温泉街（芦原温泉）の最寄り駅はえちぜん鉄道のあわら湯のまち駅である（前述）。かつては当駅から国鉄三国線が分岐し、芦原（現：あわら湯のまち）方面（路線の終着駅は三国港）へ列車を運行していたが、1972年3月1日に廃線となった（前述）。両駅間は現在、路線バスによって結ばれている（路線案内は後述）。
- あわら市役所
- あわら市 中央公民館
- あわら市社会福祉協議会
- 金津本陣IKOSSA - あわら市金津図書館、あわら市郷土歴史資料館、あわら市市民文化研修センター
- 福井県 坂井健康福祉センター（保健所）
- 金津神社[55]
- ホテルプライムイン福井あわら
- 北陸銀行金津支店
- 金津郵便局
- 福井県立金津高等学校
- あわら市金津中学校
- あわら市金津小学校
- ハニービッグベリーマーケット高塚
- 福井県道9号芦原丸岡線
- 福井県道122号芦原温泉停車場線
- 福井県道123号芦原温泉停車場北野線
- 福井県道153号水口牛ノ谷線
- 福井県道258号トリムパークかなづ線 - 駅東側にある総合運動公園「トリムパークかなづ」に至る福井県道。
- 竹田川 - 川沿いに竹田川河川公園がある。河川公園では地域活性化のため、川床プロジェクトが2023年に始動した[56]。同河川に架かる浦安橋（福井県道258号線）は末次由紀の女性漫画『ちはやふる』にも登場する[57]。

### 東口
駅付近は工業地であるが、その北側には小規模な新興住宅地がある。総合運動公園「トリムパークかなづ」はその東側にあるが、駅からやや離れた所にある。同運動公園へのアクセス道路として福井県道258号線が西口（正面口）側から延びる。福井国際カントリークラブと金津創作の森美術館は駅北東側にあるが、ともに駅から離れた所にある。そこから東へ抜けると北陸自動車道金津インターチェンジを経て国道8号に至る。
- エイチアンドエフ本社・工場
- レンゴー金津工場
- 三谷セキサン金津工場
- 共栄電子本社事業所
- 八幡神社[58]
- 福井県農業協同組合（JA福井県）金津支店
- 山室の桜並木（愛称・あらた坂） - レンゴー金津工場のグラウンドに隣接。
- 福井県道123号芦原温泉停車場北野線
- 福井県道258号トリムパークかなづ線 - 駅東側にある総合運動公園「トリムパークかなづ」に至る福井県道。
- 竹田川

山室の桜並木（愛称・あらた坂）に関して
末次由紀の女性漫画『ちはやふる』に登場する桜並木のモデルとなったが、同作には当駅も登場する。この桜並木は1977年に福井化学工業金津工場 (現在のレンゴー金津工場) の社員が同社工場のグラウンド横を通る市道沿いにソメイヨシノを500本植樹し、後に桜の名所の1つとなった。
この市道沿いにある桜並木には愛称が無かったが、2019年3月31日に「あらた坂」という愛称が制定され、これに併せて記念碑の除幕式が行われた。愛称の由来は同作の主要人物の1人、綿谷新（「あわら市〈旧・金津町〉在住」という設定）である。ちなみに、実写映画版で同役を演じた真剣佑（現・新田真剣佑）は「ちはやふるweek in あわら2016」をあわら市内で開催した時に、同作で監督（映画監督）を務めた小泉徳宏とともにトークショーに出演している。

## バス路線
いずれも西口交通広場ロータリーを発着するが、2022年（令和4年）4月20日に西口交通広場全体が在来線（現・ハピラインふくい）駅西口付近から当時未供用であった新幹線駅西口の北側へ移転し様変わりしている。駅出入口に近い順にタクシー乗降場、路線バス1 - 3番。以下、特記がないものは京福バスが運行する路線である。
- 1番乗場
  - 86・87 芦原丸岡永平寺線：永平寺（永平寺町） - 永平寺口駅または丸岡バスターミナル止まりの区間便、丸岡バスターミナルから分岐する丸岡高校行き便あり
  - 87 芦原丸岡永平寺線、89 金津高校線：金津高校 直行 ※休校日運休
  - 91 金津・本荘線：三国駅（坂井市三国町） ※土曜・休日・年末年始運休
- 2番乗場
  - 85・97 東尋坊線[64]：龍翔博物館前（坂井市三国町）
- 3番乗場
  - 降車専用（到着便のみ運行の84・96 東尋坊線ほか）

その他の路線など
- ケイカン交通
  - 長屋乗合タクシー線 丸岡高校行き、丸岡バスターミナル止
  - 金津・本荘乗合タクシー線 三国駅行き
- あわら市観光タクシー「あわらぐるっとタクシー」 - 予約制、区域運行
- あわら市乗合タクシー - 予約制、利用者事前登録制、区域運行
- 芝政ワールドや吉崎御坊、福井県立恐竜博物館などの観光地へ京福バスが季節運行する場合がある。
- ボートレース三国送迎バス - 新型コロナウイルス感染症の感染防止のため、無期限で運行を休止している。

廃止路線
- あわら市コミュニティバス - あわら市乗合タクシーへ移行
- 小松空港連絡バス 三国小松線（京福バス）
- あわら三国特急バス（京福バス）
- あわら恐竜号（京福バス）
- 高速バス あわら金沢線（京福バス）
- 金沢・あわら無料バス「KANAZAWARA号」（あわら観光があわら市から受託運行）
- あわら北部周遊バス「あわらぐるっとバス」（あわら観光があわら市から受託運行） - あわら市観光タクシー「あわらぐるっとタクシー」へ一本化
- あわら温泉・永平寺・東尋坊・丸岡城直行バス（京福バス）

## 隣の駅
西日本旅客鉄道（JR西日本）
 北陸新幹線
加賀温泉駅 - 芦原温泉駅 - 福井駅
ハピラインふくい
■ハピラインふくい線
丸岡駅 - 芦原温泉駅 - 細呂木駅

### かつて存在した路線
日本国有鉄道
三国線
金津駅 - 芦原駅
京福電気鉄道
永平寺線
金津駅 - 菅野駅